# Mount Maslen
Mount Maslen ist ein 1200 m hoher Berg im ostantarktischen Enderbyland. Er ragt 1,5 km westlich des Mount Currie in den Raggatt Mountains auf.
Kartiert wurde er anhand von Luftaufnahmen, die 1956 im Rahmen der Australian National Antarctic Research Expeditions entstanden. Das Antarctic Names Committee of Australia (ANCA) benannte ihn nach A. W. Graham Maslen, diensthabender Offizier auf der Mawson-Station im Jahr 1961.